# تشيتشكلو (شاهين دج)
أتشيتشكلو هي قرية في مقاطعة شاهين دج، إيران. عدد سكان هذه القرية هو 411 في سنة 2006.